# Europäischer Filmpreis/Bester Darsteller

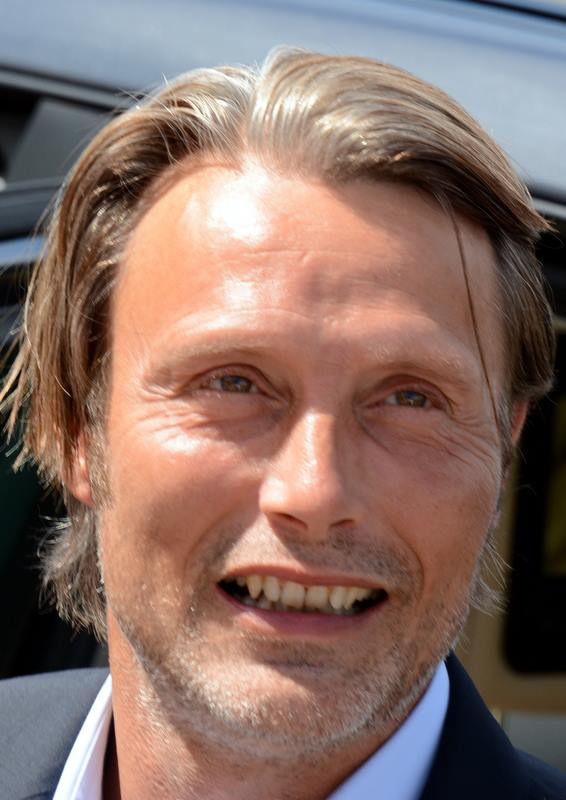
Preisträger 2023: Mads Mikkelsen für Bastarden

Der Europäische Filmpreis in der Kategorie Bester Darsteller (englisch European Actor) wird seit der ersten Verleihung im Jahr 1988 vergeben. Die Mitglieder der Europäischen Filmakademie (EFA) stimmen über den Gewinner ab.

## Hintergrund
Am häufigsten mit dem Darstellerpreis ausgezeichnet wurden britische Schauspieler (7 Siege), gefolgt von ihren Kollegen aus Frankreich (6 Erfolge). Deutsche Akteure waren 2003 und 2006 erfolgreich, als sich Daniel Brühl (Good Bye, Lenin!) und Ulrich Mühe (Das Leben der Anderen) gegen die Konkurrenz durchsetzen konnten. Als bislang einziger Österreicher wurde 2016 Peter Simonischek (Toni Erdmann) geehrt.
| Statistik (Ohne Publikumspreis)    | Darsteller        | Anzahl | Jahr                           |
| ---------------------------------- | ----------------- | ------ | ------------------------------ |
| Häufigste Auszeichnungen           | Daniel Auteuil    | 2      | 1993, 2005                     |
| Häufigste Auszeichnungen           | Mads Mikkelsen    | 2      | 2020, 2023                     |
| Häufigste Auszeichnungen           | Toni Servillo     | 2      | 2008, 2013                     |
| Häufigste Nominierungen (* = Sieg) | Mads Mikkelsen    | 5      | 2006, 2008, 2012, 2020*, 2023* |
| Häufigste Nominierungen ohne Sieg  | Michel Piccoli    | 3      | 2001, 2007, 2011               |
| Häufigste Nominierungen ohne Sieg  | Stellan Skarsgård | 3      | 2000, 2001, 2014               |

## Preisträger

### 1980er-Jahre
1988
Max von Sydow – Pelle, der Eroberer (Pelle erobreren)
- nominiert:
  - Klaus Maria Brandauer – Hanussen
  - Alfredo Landa – El bosque animado
  - Udo Samel – Notturno
  - Dorel Vișan – Jacob (Iacob)

1989
Philippe Noiret – Das Leben und nichts anderes (La vie et rien d’autre) und Cinema Paradiso (Nuovo cinema paradiso)
- nominiert:
  - Károly Eperjes – Eldorado
  - Daniel Day-Lewis – Mein linker Fuß (My Left Foot)
  - Davor Dujmovic – Die Zeit der Zigeuner (Dom za vesanje)
  - Jozef Kroner – Ti, koyto si na nebeto

### 1990er-Jahre
1990
Kenneth Branagh – Henry V. (Henry V)
- nominiert:
  - Gérard Depardieu – Cyrano von Bergerac (Cyrano de Bergerac)
  - Philip Zandén – Der Schutzengel (Skyddsängeln)

1991
Michel Bouquet – Toto der Held (Toto le héros)
- nominiert:
  - Claudio Amendola – Ultra (Ultrá)
  - Richard Anconina – Der kleine Gangster (Le petit criminel)

1992
Matti Pellonpää – Das Leben der Bohème (La vie de bohème)
- nominiert:
  - Denis Lavant – Die Liebenden von Pont-Neuf (Les Amants du Pont-Neuf)
  - Enrico Lo Verso – Gestohlene Kinder (Il ladro di bambini)

1993
Daniel Auteuil – Ein Herz im Winter (Un cœur en hiver)
- nominiert:
  - Carlo Cecchi – Morte di un matematico napoletano
  - Jan Decleir – Priester der Entrechteten (Daens)

1994–1995
Preis nicht vergeben

1996
Ian McKellen – Richard III. (Richard III)

1997
Bob Hoskins – TwentyFourSeven (Twenty Four Seven)
- nominiert:
  - Mario Adorf – Rossini – oder die mörderische Frage, wer mit wem schlief
  - Jerzy Stuhr – Liebesgeschichten (Historie milosne)
  - Philippe Torreton – Hauptmann Conan und die Wölfe des Krieges (Capitaine Conan)

1998
Roberto Benigni – Das Leben ist schön (La vita è bella)
- nominiert:
  - Javier Bardem – Live Flesh – Mit Haut und Haar (Carne trémula)
  - Peter Mullan – Mein Name ist Joe (My Name Is Joe)
  - Ulrich Thomsen – Das Fest (Festen)

1999
Ralph Fiennes – Ein Hauch von Sonnenschein (Sunshine)
- nominiert:
  - Anders W. Berthelsen – Mifune – Dogma III (Mifunes sidste sang)
  - Rupert Everett – Ein perfekter Ehemann (An Ideal Husband)
  - Götz George – Nichts als die Wahrheit
  - Philippe Torreton – Es beginnt heute (Ça commence aujourd’hui)
  - Ray Winstone – The War Zone

### 2000er-Jahre
2000
Sergi López – Harry meint es gut mit dir (Harry, un ami qui vous veut du bien)
- nominiert:
  - Jamie Bell – Billy Elliot – I Will Dance (Billy Elliot)
  - Bruno Ganz – Brot und Tulpen (Pane e tulipani)
  - Ingvar Eggert Sigurðsson – Engel des Universums (Englar alheimsins)
  - Krzysztof Siwczyk – Wojaczek
  - Stellan Skarsgård – Aberdeen

2001
Ben Kingsley – Sexy Beast
- nominiert:
  - Jesper Christensen – Die Bank (Baenken)
  - Branko Đurić – No Man’s Land (Ničija zemlja)
  - Michel Piccoli – Ich geh’ nach Hause (Vou para casa)
  - Stellan Skarsgård – Taking Sides – Der Fall Furtwängler (Taking Sides)
  - Michael Caine, Tom Courtenay, David Hemmings, Bob Hoskins und Ray Winstone – Letzte Runde – Last Orders (Last Orders)

2002
Sergio Castellitto – Bella Martha und L’ora di religione
- nominiert:
  - Javier Bardem – Montags in der Sonne (Los lunes al sol)
  - Javier Cámara – Sprich mit ihr (Habla con ella)
  - Martin Compston – Sweet Sixteen
  - Olivier Gourmet – Der Sohn (Le fils)
  - Markku Peltola – Der Mann ohne Vergangenheit (Mies vailla nenneisyyttä)
  - Timothy Spall – All or Nothing

2003
Daniel Brühl – Good Bye, Lenin!
- nominiert:
  - Luigi Lo Cascio – Die besten Jahre (La meglio gioventù)
  - Chiwetel Ejiofor – Kleine schmutzige Tricks (Dirty Pretty Things)
  - Tómas Lemarquis – Nói Albínói
  - Jean Rochefort – Das zweite Leben des Monsieur Manesquier (L’homme du train)
  - Bruno Todeschini – Sein Bruder (Son frère)

2004
Javier Bardem – Das Meer in mir (Mar adentro)
- nominiert:
  - Daniel Brühl – Die fetten Jahre sind vorbei
  - Bruno Ganz – Der Untergang
  - Gérard Jugnot – Die Kinder des Monsieur Mathieu (Les choristes)
  - Bogdan Stupka – Svoi
  - Birol Ünel – Gegen die Wand

2005
Daniel Auteuil – Caché
- nominiert:
  - Romain Duris – Der wilde Schlag meines Herzens (De battre mon coeur s’est arrête)
  - Henry Hübchen – Alles auf Zucker!
  - Ulrich Matthes – Der neunte Tag
  - Jérémie Renier – Das Kind (L’enfant)
  - Ulrich Thomsen – Brothers – Zwischen Brüdern (Brødre)

2006
Ulrich Mühe – Das Leben der Anderen
- nominiert:
  - Patrick Chesnais – Man muss mich nicht lieben (Je ne suis pas là pour être aimé)
  - Jesper Christensen – Totschlag – Im Teufelskreis der Gewalt (Drabet)
  - Mads Mikkelsen – Nach der Hochzeit (Efter brylluppet)
  - Cillian Murphy – Breakfast on Pluto und The Wind That Shakes the Barley
  - Silvio Orlando – Der Italiener (Il Caimano)

2007
Sasson Gabai – Die Band von nebenan (Bikur Ha-Tizmoret)
- nominiert:
  - Elio Germano – Mein Bruder ist ein Einzelkind (Mio fratello è figlio unico)
  - James McAvoy – Der letzte König von Schottland – In den Fängen der Macht (The Last King of Scotland)
  - Miki Manojlović – Irina Palm
  - Michel Piccoli – Belle toujours
  - Ben Whishaw – Das Parfum – Die Geschichte eines Mörders

2008
Toni Servillo – Gomorrha – Reise in das Reich der Camorra (Gomorra) und Il Divo
- nominiert:
  - Michael Fassbender – Hunger
  - Thure Lindhardt und Mads Mikkelsen – Tage des Zorns (Flammen & Citronen)
  - James McAvoy – Abbitte (Atonement)
  - Jürgen Vogel – Die Welle
  - Elmar Wepper – Kirschblüten – Hanami

2009
Tahar Rahim – Ein Prophet (Un prophète)
- nominiert:
  - Moritz Bleibtreu – Der Baader Meinhof Komplex
  - Steve Evets – Looking for Eric
  - David Kross – Der Vorleser (The Reader)
  - Dev Patel – Slumdog Millionär (Slumdog Millionaire)
  - Filippo Timi – Vincere

## 2010er-Jahre
2010
Ewan McGregor – Der Ghostwriter (The Ghost Writer)
- nominiert:
  - Jakob Cedergren – Submarino
  - Elio Germano – La nostra vita
  - George Piștereanu – Eu când vreau să fluier, fluier
  - Luis Tosar – Cell 211 (Celda 211)

2011
Colin Firth – The King’s Speech
- nominiert:
  - Jean Dujardin – The Artist
  - Mikael Persbrandt – In einer besseren Welt (Hævnen)
  - Michel Piccoli – Habemus Papam – Ein Papst büxt aus (Habemus papam)
  - André Wilms – Le Havre

2012
Jean-Louis Trintignant – Liebe (Amour)
- nominiert:
  - François Cluzet und Omar Sy – Ziemlich beste Freunde (Intouchables)
  - Michael Fassbender – Shame
  - Mads Mikkelsen – Die Jagd (Jagten)
  - Gary Oldman – Dame, König, As, Spion (Tinker Tailor Soldier Spy)

2013
Toni Servillo – La Grande Bellezza – Die große Schönheit (La grande bellezza)
- nominiert:
  - Johan Heldenbergh – The Broken Circle (The Broken Circle Breakdown)
  - Jude Law – Anna Karenina
  - Fabrice Luchini – In ihrem Haus (Dans la maison)
  - Tom Schilling – Oh Boy

2014
Timothy Spall – Mr. Turner – Meister des Lichts (Mr. Turner)
- nominiert:
  - Brendan Gleeson – Am Sonntag bist du tot (Calvary)
  - Tom Hardy – No Turning Back (Locke)
  - Alexei Serebrjakow – Leviathan (Левиафан)
  - Stellan Skarsgård – Nymphomaniac – Director’s Cut – Volume I & II

2015
Michael Caine – Ewige Jugend (Youth)
- nominiert:
  - Tom Courtenay – 45 Years
  - Colin Farrell – The Lobster
  - Christian Friedel – Elser – Er hätte die Welt verändert
  - Vincent Lindon – Der Wert des Menschen (La loi du marché)

2016
Peter Simonischek – Toni Erdmann
- nominiert:
  - Javier Cámara – Freunde fürs Leben (Truman)
  - Hugh Grant – Florence Foster Jenkins
  - Dave Johns – Ich, Daniel Blake (I, Daniel Blake)
  - Burghart Klaußner – Der Staat gegen Fritz Bauer
  - Rolf Lassgård – Ein Mann namens Ove (En man som heter Ove)

2017
Claes Bang – The Square
- nominiert:
  - Colin Farrell – The Killing of a Sacred Deer
  - Josef Hader – Vor der Morgenröte
  - Nahuel Pérez Biscayart – 120 BPM (120 battements par minute)
  - Jean-Louis Trintignant – Happy End

2018
Marcello Fonte – Dogman
- nominiert:
  - Jakob Cedergren – The Guilty (Den skyldige)
  - Rupert Everett – The Happy Prince
  - Sverrir Guðnason – Borg/McEnroe
  - Tomasz Kot – Cold War – Der Breitengrad der Liebe (Zimna wojna)
  - Victor Polster – Girl

2019
Antonio Banderas – Leid und Herrlichkeit (Dolor y gloria)
- nominiert:
  - Jean Dujardin – Intrige (J’accuse)
  - Pierfrancesco Favino – Il Traditore – Als Kronzeuge gegen die Cosa Nostra (Il traditore)
  - Levan Gelbakhiani – Als wir tanzten (And Then We Danced)
  - Alexander Scheer – Gundermann
  - Ingvar Eggert Sigurðsson – Weisser weisser Tag (Hvítur, Hvítur Dagur)

## 2020er-Jahre
2020
Mads Mikkelsen – Der Rausch (Druk)
- nominiert:
  - Bartosz Bielenia – Corpus Christi
  - Goran Bogdan – Vater – Otac (Otac)
  - Elio Germano – Hidden Away (Volevo nascondermi)
  - Luca Marinelli – Martin Eden
  - Viggo Mortensen – Falling

2021
Anthony Hopkins – The Father
- nominiert:
  - Juri Borissow – Abteil Nr. 6 (Hytti nro 6)
  - Vincent Lindon – Titane
  - Tahar Rahim – Der Mauretanier
  - Franz Rogowski – Große Freiheit

2022
Zlatko Burić – Triangle of Sadness
- nominiert:
  - Eden Dambrine – Close
  - Elliott Crosset Hove – Godland
  - Pierfrancesco Favino – Nostalgia
  - Paul Mescal – Aftersun

2023
Mads Mikkelsen – Bastarden
- nominiert:
  - Christian Friedel – The Zone of Interest
  - Josh O’Connor – La chimera
  - Thomas Schubert – Roter Himmel
  - Jussi Vatanen – Fallende Blätter (Kuolleet lehdet)

2024
Abou Sangare – L’histoire de Souleymane
- nominiert:
  - Daniel Craig – Queer
  - Lars Eidinger – Sterben
  - Ralph Fiennes – Konklave
  - Franz Rogowski – Bird